# Akumal
Akumal är en ort i Mexiko.   Den ligger i kommunen Tulum och delstaten Quintana Roo, i den östra delen av landet, 1 200 km öster om huvudstaden Mexico City. Akumal ligger 6 meter över havet och antalet invånare är 1 310.
Terrängen runt Akumal är mycket platt. Havet är nära Akumal åt sydost.  Närmaste större samhälle är Ciudad Chemuyil, 6,7 km sydväst om Akumal. 